# Rona de Sus, Maramureș
Rona de Sus (în ucraineană Bишня Рівня, în maghiară Felsőróna, în germană Oberrohnen) este satul de reședință al comunei cu același nume din județul Maramureș, Transilvania, România.

## Etimologie
Etimologia numelui localității: Din Rona (< magh. rona „neted, câmpie" < sl. ravinŭ „șes, platou") + de + Sus. 

## Istoric
Comuna Rona de Sus este atestată documentar din 14 mai 1360 (possessio olachalis Felseurouna Stani filii Petri Olahy, Felseu Rouna). , într-un document emis de regele Ludovic cel Mare, în care dăruiește localitatea Felsew Rowna (Rona de Sus) nobilului roman Stan.

## Vechea salină de la Rona de Sus - Coștiui
Sarea miocenă a fost în trecut exploatată între Rona de Sus și Coștiui prin mai multe ocne. Salina, deschisă încă din secolele XIV-XV, a fost definitiv închisă în anul 1934, din cauza nerentabilității. Cu excepția "Minei Apafi", toate vechile ocne sunt prăbușite și umplute cu apă.

### Tehnica de deschidere în trecut a ocnelor de sare
Înainte de deschiderea unei noi ocne de sare în Ardeal și Maramureș , se făceau deobicei foraje de explorare. Dacă până la adâncimea de 36 m (18 Klafter = 18 stânjeni) nu se intercepta sarea, se renunța la proiect, din cauza adâncimii prea mari a puțurilor. Ideal era ca solul să aibă o grosime de max. 10-12 m (5-6 stânjeni). La un rezultat pozitiv al primului foraj, se executa un al doilea, la o distanță de 6 m (3 stânjeni) de primul, pentru stabilirea exactă a grosimii stratului acoperitor deasupra celui de al doilea puț. Al doilea puț se amplasa preferențial la aceeași cotă cu primul sau cu max. 4-6 m (2-3 stânjeni) diferență de nivel față de primul puț. Un puț era rezervat pentru intrarea și ieșirea minierilor din ocne (cu ajutorul unor frânghii de cânepă), iar celălalt puț pentru extragerea sării din subteran. Puțurile se săpau cu profil patratic, fiecare latură având 2,8 m (9 pași; 1 pas = 0,3 m) până la o adâncime de 4 m (2 stânjeni) sub contactul steril-sare, după care se lărgea treptat pe următorii 4 m (2 stânjeni), cu profil tot patratic. Aici se făcea așa-numitul “fundament”, din bârne de lemn incastrate în sare, pe care se sprijinea întregul puț. Apoi se arma puțul, de jos în sus, la început cu un amestec de argilă, pleavă și lână de oaie (pentru impermeabilizarea pereților), după care cu bârne (grinzi) de lemn. Grosimea armăturilor era de 0,3 m (1 pas), astfel ca profilul efectiv al puțului se reducea în final de la 2,8 x 2,8 m la 2,5 x 2,5 m. De la nivelul steril-sare în jos pereții se căptușeau cu piele de bivol, care împiedeca contactul direct al apei cu pereții de sare. Apa care picura totuși în mină era captată și scoasă la suprafață. De la nivelul “fundamentului” în jos se săpa cu profil tot mai lărgit, conic, așa că după alți cca 8 m (4 stânjeni) cele 2 puțuri alăturate se uneau. De aici, mina lua o formă conică-ogivală cu secțiunea pe cât posibil circulară (care nu se realiza practic decât rar). Mina se declara gata pentru exploatare numai după ce un agent al administrației salinei, stând pe un bulgăre de sare în mijlocul ocnei, nu mai putea atinge tavanul ocnei cu ciocanul. Din acest moment, salariul tăietorilor de sare scădea de la 4,5 creițari (4,5 Kreuzer) pentru fiecare bloc de sare, la obișnuitul tarif de 1,5 creițari. Ocna era dată atunci oficial în funcțiune, primind totodată un nume. Costurile de deschidere ale unei ocne de sare se ridicau deobicei la peste 5.000 florini (guldeni) de argint.

## Obiective turistice
- Rezervația Naturală Pădurea Ronișoara este  situată în comuna Rona de Sus, dealul Hera în suprafață de 62,00 ha. Rezervația de gorun Ronișoara s-a constituit ca arie protejată prin Legea nr. 5/2000 privind aprobarea Planului de Amenajarea Teritoriului Național − secțiunea III−a zone protejate, prevăzut la poziția 2573.   Foto Rezervația Naturală Pădurea Ronișoara;
- Rezervația Pădurea de larice Coștiui (în maghiară Rónaszéki fenyves erdő) este situată în comuna Rona de Sus, satul Coștiui, în suprafață de (0,70 ha). Rezervația Pădurea de larice Coștiui s-a constituit ca arie protejată prin Legea nr. 5/2000 privind aprobarea Planului de Amenajarea Teritoriului Național − secțiunea III−a zone protejate, având codul 2576.  Foto Pădurea de larice Coștiui;

## Personalități locale
- Pavlo Romaniuc (n. 1953), poet, prozator; membru USR. Vol. (în limba ucraineană): Castelul păsărilor călătoare (1976), Drum fără întoarcere (1981), Cămașa lui Nesus (1997) etc.

## Galerie de imagini

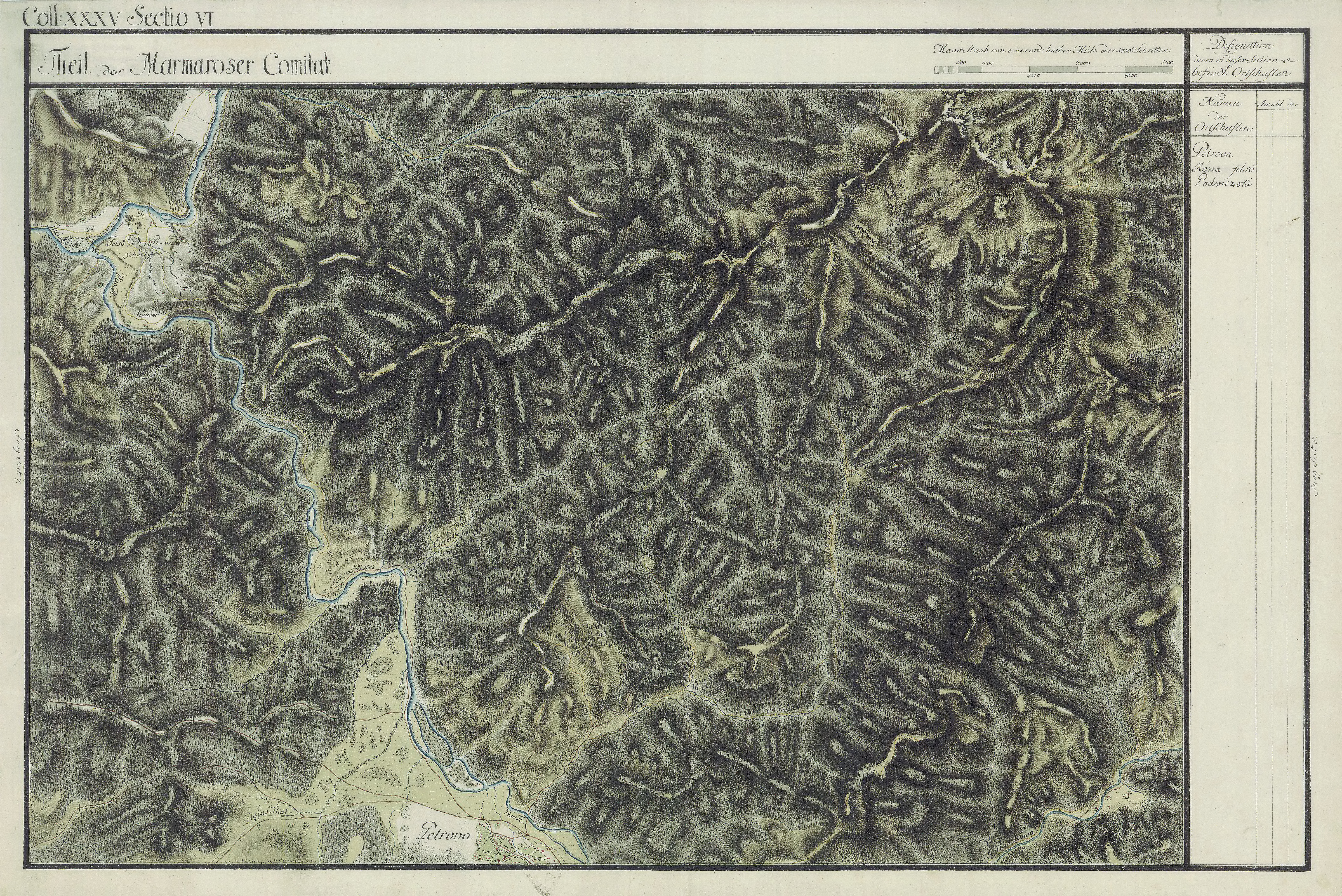
Rona de Sus în Harta Iosefină a Comitatului Maramureșului, 1782-85
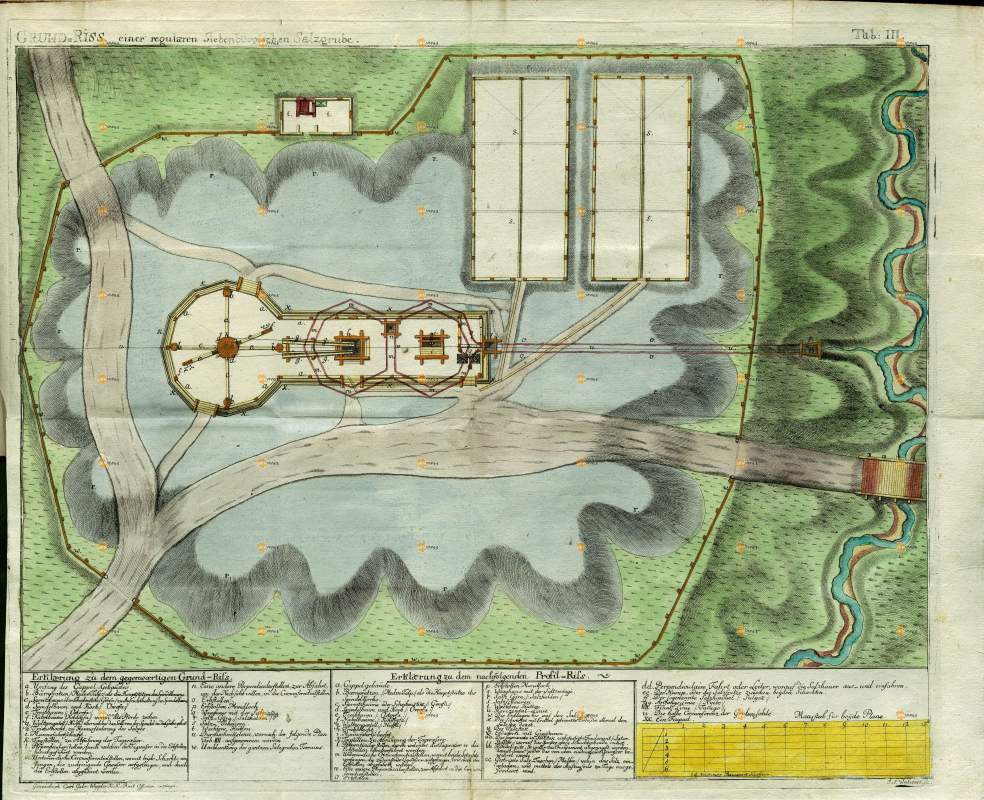
Planul unei ocne vechi de sare din Transilvania și Maramureș (după Johann Fichtel, 1780)
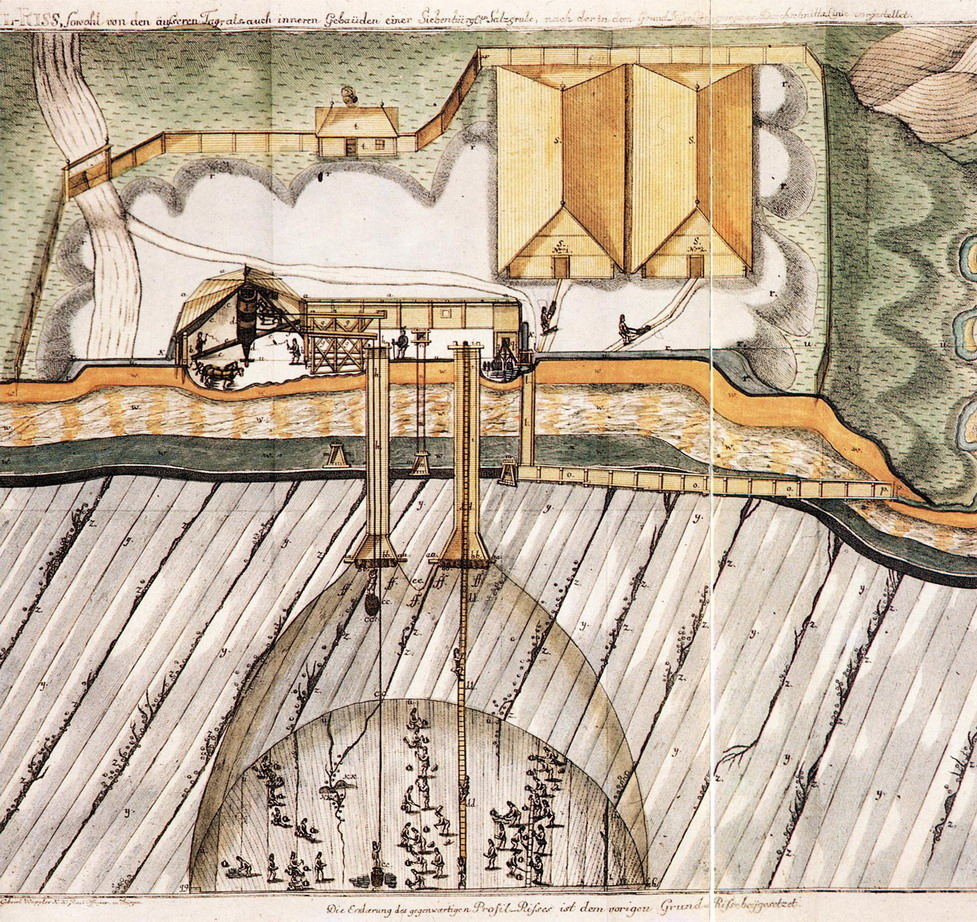
Secțiune schematică printr-o ocnă veche de sare din Transilvania și Maramureș (după Johann Fichtel, 1780)
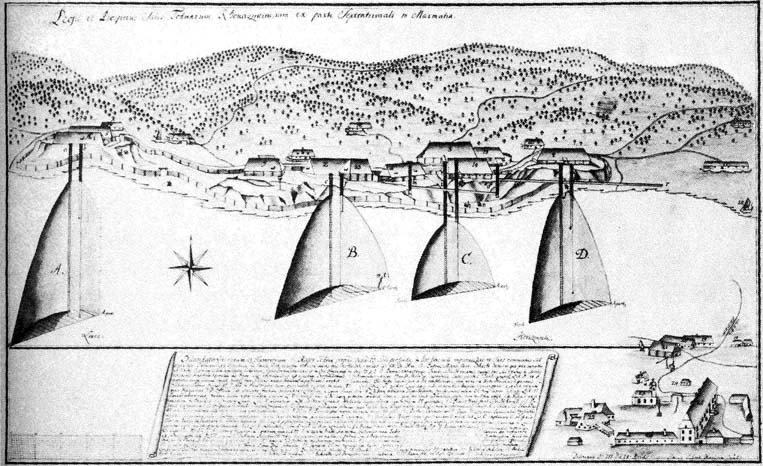
Ocnele vechi de sare de la Rona de Sus-Coștiui (desen din 1755)
Mănăstirea Ortodoxă „Adormirea Maicii Domnului” din Rona de Sus, Maramureș (după Anton Bacea, 2009)